# Vincenzo Pinton
Vincenzo Pinton (Vicenza, 14 de marzo de 1914-Venecia, 8 de abril de 1980) fue un deportista italiano que compitió en esgrima, especialista en la modalidad de sable.
Participó en tres Juegos Olímpicos de Verano entre los años 1936 y 1952, obteniendo en total cuatro medallas de plata: una en Berlín 1936, dos en Londres 1948 y una en Helsinki 1952. Ganó once medallas en el Campeonato Mundial de Esgrima entre los años 1933 y 1953.

## Palmarés internacional
| Juegos Olímpicos   | Juegos Olímpicos      | Juegos Olímpicos  | Juegos Olímpicos  |
| Año                | Lugar                 | Medalla           | Prueba            |
| ------------------ | --------------------- | ----------------- | ----------------- |
| 1936               | Berlín (Alemania)     | Medalla de plata  | Sable por equipos |
| 1948               | Londres (Reino Unido) | Medalla de plata  | Sable individual  |
| 1948               | Londres (Reino Unido) | Medalla de plata  | Sable por equipos |
| 1952               | Helsinki (Finlandia)  | Medalla de plata  | Sable por equipos |
| Campeonato Mundial |                       |                   |                   |
| Año                | Lugar                 | Medalla           | Prueba            |
| 1933               | Budapest (Hungría)    | Medalla de plata  | Sable por equipos |
| 1934               | Varsovia (Polonia)    | Medalla de plata  | Sable por equipos |
| 1935               | Lausana (Suiza)       | Medalla de plata  | Sable por equipos |
| 1937               | París (Francia)       | Medalla de plata  | Sable por equipos |
| 1947               | Lisboa (Portugal)     | Medalla de oro    | Sable por equipos |
| 1949               | El Cairo (Egipto)     | Medalla de oro    | Sable por equipos |
| 1949               | El Cairo (Egipto)     | Medalla de bronce | Sable individual  |
| 1950               | Montecarlo (Mónaco)   | Medalla de oro    | Sable por equipos |
| 1950               | Montecarlo (Mónaco)   | Medalla de plata  | Sable individual  |
| 1951               | Estocolmo (Suecia)    | Medalla de plata  | Sable por equipos |
| 1953               | Bruselas (Bélgica)    | Medalla de plata  | Sable por equipos |